# Збройні сили Чеченської Республіки Ічкерія
Збройні сили Чеченської Республіки Ічкерія (чеч. Noxçiyn Paçẋalq Noxçiyçönan Thеman Niċq̇aş, Нохчийн Пачхьалкх Нохчийчоьнан ТӀеман НицӀкъаш) — військові формування Чеченської Республіки Ічкерії, що існували у 1991—2007 роках.. Брали участь в першій та другій російсько-чеченських війнах. 
15 жовтня 2022 року були офіційно відроджені в Україні під час відбиття російського вторгнення урядом Ічкерії (в екзилі).

## Історія

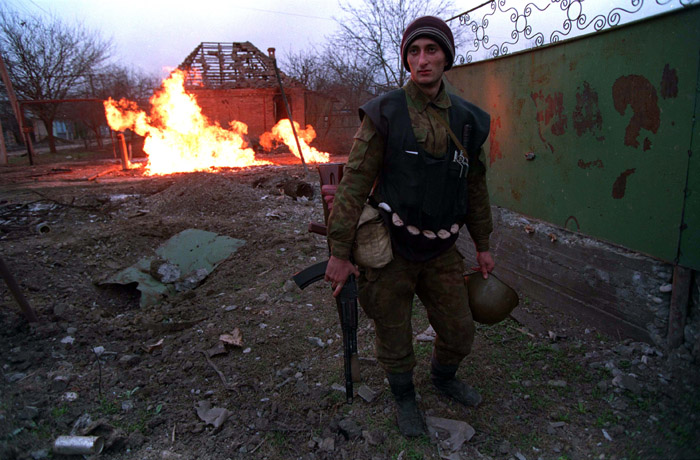
Чеченський військовий на фоні вогню під час штурму Грозного

У результаті подій вересня-листопада 1991 року Чеченська Республіка фактично вийшла зі складу СРСР й РСФСР. 1 листопада 1991 року президент Джохар Дудаєв підписав указ про державну незалежність Чеченської Республіки, 13 березня 1992 року набрала чинності прийнята Парламентом ЧР Конституція, відповідно якої Чечня оголошувалася «суверенною демократичною правовою державою, створеною в результаті самовизначення чеченського народу». 31 березня 1992 року влада ЧР відмовилася підписати Федеративний договір.
Відповідно до указу Дохара Дудаєва № 2 від 8 листопада 1991 року, було створене військове міністерство, й всі військові формування «незалежно від порядку підпорядкованості» переходили у повне розпорядження міністерства. На основі закону ЧР «Про президентську діяльність» й указу № 16 від 9 грудня 1991 року президенту підпорядковувалися «всі збройні формування на території Чеченської республіки».
Роль військового відомства виконував Головний штаб Збройних сил. Начальником Головного штабу був генерал-лейтенант Вісхан Шахабов (колишній полковник радянської авіації), заст.начальника Головного штабу — полковник Аслан Масхадов, начальником Оперативного управління Головного штабу — полковник Алі Мацаєв.
Закон про оборону ЧР від 24 грудня 1991 р. запровадив обов'язкову військову службу для всіх громадян Чечні чоловічої статі; при цьому на дійсну службу закликалися юнаки 19-26 років. На підставі указу Дудаєва № 29 від 17 лютого 1992 р. військовослужбовці громадяни ЧР, які самовільно залишили військові частини на території колишнього СРСР і виявили бажання служити в ЗС ЧР реабілітувалися, а порушені проти них кримінальні справи припинялися. З метою комплектування армії оголошувався призов офіцерів та сержантів запасу. За період 1991-1994 рр. було проведено шість мобілізацій до лав ЗС ЧР. Основою командного складу чеченської армії стали колишні офіцери радянської армії, у багатьох із яких був досвід бойових дій в Афганістані, грузино-абхазького конфлікту й інших гарячих точках.

## Структура
- Головний штаб збройних сил ЧРІ;
- Президентський полк Національної гвардії;
- Полк спеціального призначення «Борз»;
- танковий полк;
- «абхазькі» і «афганські» батальйони;
- Окремий авіаційний загін;
- Авіаційний навчальний центр;
- Військово-транспортна авіація;
- інші підрозділи забезпечення;
- військовий коледж;
- підрозділи цивільної оборони;
- військкомати та інші структури[9].

Чисельність збройних формувань Ічкерії до початку Першої чеченської війни становила близько 15 тисяч осіб. Президентська гвардія налічувала 2 тис. осіб, підрозділи МВС – 3,5 тис. співробітників. Ополчення налічувало до 40 тис. осіб.

### Повітряні Сили
До складу Військово-повітряних сил Чеченської Республіки Ічкерія увійшли ті літаки та гелікоптери, які раніше входили до складу ВПС СРСР та ВПС РФ, зокрема 39 навчально-бойових літаків L-39C, 80 літаків L-29, 3 винищувачів МіГ-17, 2 тренувальні літаки МіГ-15УТІ, 6 біпланів Ан-2 та 2 гелікоптери Mi-8T ("23 Yellow" та "39 Yellow"). У складі Збройних Сил також перебували 52 навчальних L-39, 94 начальних L-29, 6 транспортних літаків Ан-22 та 5 пасажирських Ту-134.

Рондель ВПС ЧРІ
Рондель ВПС ЧРІ (альтернативний варіант)
Герб Чеченської Республіки Ічкерія наносився на гелікоптери

### Народне ополчення
Наурський батальйон — сформований 1 січня 1995 року з мешканців сіл Наурського району. Командир батальйону — полковник Апті Баталов.

## Військові звання
Наказ № 164 від 7 грудня 1993 року «Про встановлення військових та спеціальних звань військовослужбовцям збройних сил Чеченської Республіки, військовим формуванням та поліції»

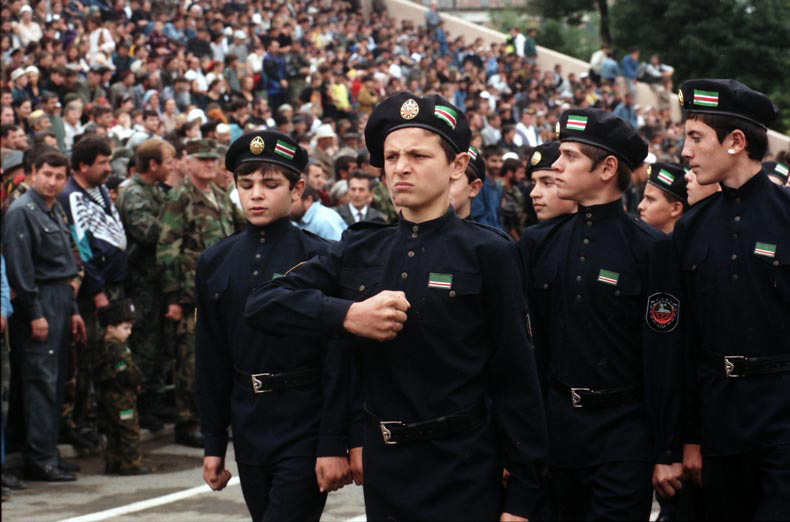
Вихованці Військового коледжу ЗС ЧРІ

Генерали й офіцери
| Категорії              | Генерали                    | Генерали      | Генерали          | Генерали           | Генерали          | Старші офіцери | Старші офіцери | Старші офіцери | Молодші офіцери | Молодші офіцери   | Молодші офіцери |  |
| ---------------------- | --------------------------- | ------------- | ----------------- | ------------------ | ----------------- | -------------- | -------------- | -------------- | --------------- | ----------------- | --------------- |  |
|                        |                             |               |                   |                    |                   |                |                |                |                 |                   |                 |  |
| Чеченське звання       | Генералісимус ЧРІ           | Генерал армії | Корпусний генерал | Дивізійний генерал | Бригадний генерал | Полковник      | Підполковник   | Майор          | Капітан         | Поручик           | Лейтенант       |  |
| Російський відповідник | Маршал Російської Федерації | Генерал армії | Генерал-полковник | Генерал- лейтенант | Генерал- майор    | Полковник      | Підполковник   | Майор          | Капітан         | Старший лейтенант | Лейтенант       |  |

підофіцери й солдати
| Категорії              | Прапорщики        | Прапорщики | Сержанти і старшини | Сержанти і старшини | Сержанти і старшини | Солдати  | Солдати |
| ---------------------- | ----------------- | ---------- | ------------------- | ------------------- | ------------------- | -------- | ------- |
|                        |                   |            |                     |                     |                     |          |         |
| Чеченське звання       | Старший прапорщик | Прапорщик  | Старшина            | Старший сержант     | Сержант             | Єфрейтор | Рядовий |
| Російський відповідник | Старший прапорщик | Прапорщик  | Старшина            | Старший сержант     | Сержант             | Єфрейтор | Рядовий |

Нарукавні знаки

Ічкерія
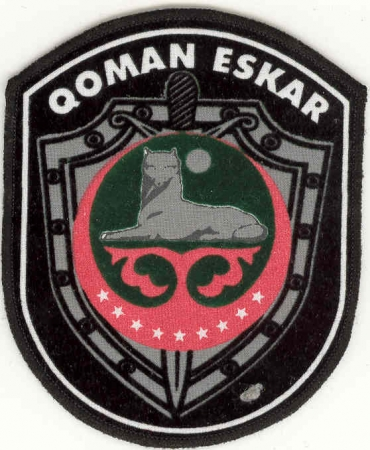
Національна Армія, невідомий компонент
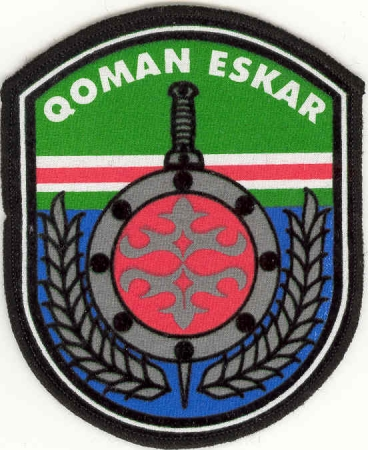
Національна Армія, невідомий компонент
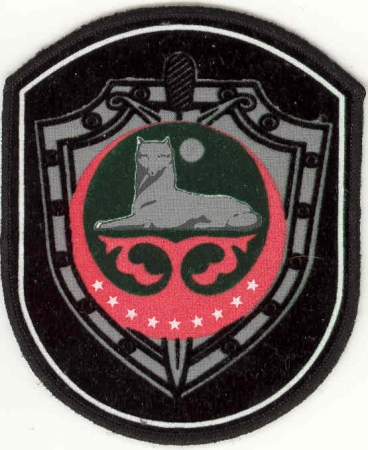
Військові навчальні заклади

## Міністри оборони
- Магомед Ханбієв (1998—2004)
- Рустам Махаурі[en] (2004—2007)